# Hochlandexpress

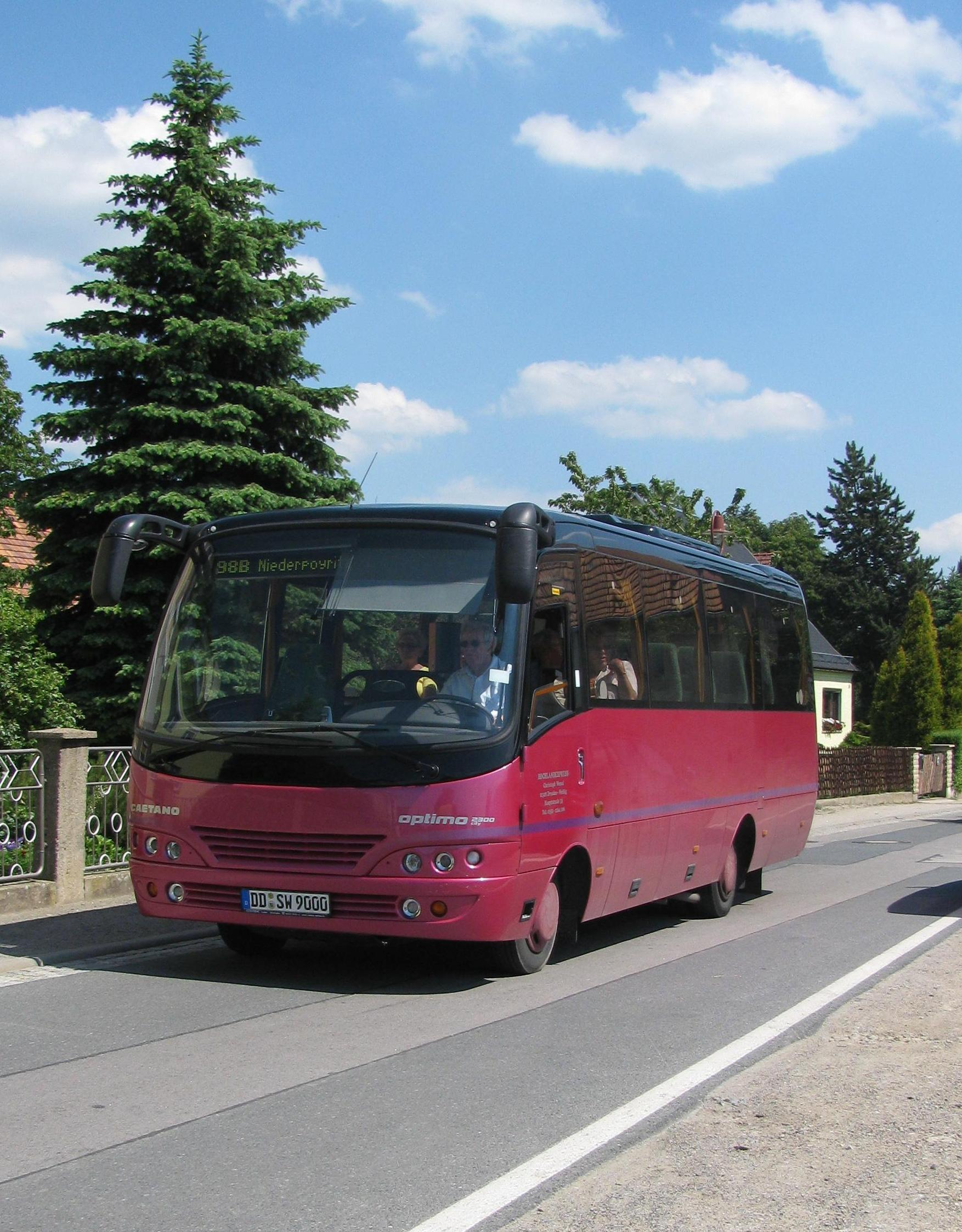
Bus der Linie 98B auf dem Weg nach Niederpoyritz

Das Hochlandexpress Straßenverkehrsunternehmen Christoph Wessel e. K., kurz HLE, war ein Unternehmen für Verkehrsdienstleistungen mit Sitz im Dresdner Ortsteil Weißig. Es bot Busrundfahrten durch das Schönfelder Hochland an.

## Öffentlicher Personennahverkehr
Der Hochlandexpress betrieb die drei Omnibuslinien 98A, 98B und 98C. Diese werden seit dem 1. Oktober 2010 von Müller Busreisen betrieben.